# 코나미 와이와이 월드
코나미 와이와이 월드(일본어: コナミワイワイワールド)은 코나미의 게임이다.